# Brenda Fajardo
Brenda Fajardo y Villanueva (Manila, 8 de febrero de 1940-Santa Cruz, La Laguna; 14 de septiembre de 2024) fue una profesora de arte, artista visual y grabadora filipina. Su trabajo se centró en problemáticas sociales, cuestiones de la mujer y la historia colonial de Filipinas, con especial atención a la «estética de la pobreza y el arte del pueblo». Fue profesora emérita del departamento de Estudios de Arte de la Universidad de Filipinas.

## Biografía
Brenda Fajardo nació en Manila en 1940. Originalmente interesada en convertirse en bailarina profesional, le diagnosticaron fiebre reumática a la edad de 14 años. Su madre le sugirió entonces que tomara clases de arte con la artista filipina Araceli Dans.
Fajardo obtuvo una licenciatura en agricultura por la Universidad de Filipinas Los Baños en 1959, seguida de su maestría en educación artística por la Universidad de Wisconsin-Madison. Al regresar a Filipinas, enseñó educación artística durante la década de 1960. Posteriormente obtuvo su doctorado en Estudios Filipinos por la Universidad de Filipinas Diliman.
Falleció el 14 de septiembre de 2024 en su residencia de Santa Cruz, provincia de La Laguna a los 84 años de edad.

## Carrera
Se ha descrito a Fajardo como una «artista visual y educadora que lleva la cultura popular local al primer plano internacional» y una «pionera de la artesanía del grabado filipino». Produjo obras centradas tanto en la diáspora filipina como en la poesía épica filipina. Se la conoció por su serie de cartas del tarot, que examina la historia, la cultura y los problemas de las mujeres de Filipinas. Los críticos han citado su uso de las cartas del tarot para proporcionar comentarios sobre las luchas de Filipinas «con cuestiones sociopolíticas, historia colonial y pobreza actual»; mientras que las cartas del tarot están destinadas a revelar el futuro, en su trabajo las utilizó para examinar el pasado. La crítica de arte Alice Guillermo llamó a Fajardo la «sacerdotisa mayor del tarot».
Cofundó la Asociación Filipina de Educadores de Arte (PAEA) en 1967,cuyo propósito es capacitar a los maestros sobre cómo enseñar mejor el arte dentro del sistema escolar. Al observar cómo la educación artística en Filipinas se centraba principalmente en la formación de los estudiantes para la producción artística, Fajardo abogó por la enseñanza del «arte popular» tradicional filipino y por una mejor exploración de la «identidad filipina» a través del arte. 
Sus obras se han exhibido internacionalmente, incluso en Singapur, Cuba, Brisbane, París y en su casa de Santa Cruz, La Laguna.
A finales de la década de 1990, fue curadora del Museo Vargas.

## Premios y honores
- 1992, premio Trece Artistas del Centro Cultural de Filipinas.[7]
- 1998, premio Centenario de las Artes también del Centro Cultural de Filipinas.[8]
- 2012, premio Gawad CCP Para sa Sining de Artes Visuales.[6]